# Cabezabellosa (kommunhuvudort)
Cabezabellosa är en kommunhuvudort i Spanien.   Den ligger i provinsen Provincia de Cáceres och regionen Extremadura, i den centrala delen av landet, 200 km väster om huvudstaden Madrid. Cabezabellosa ligger 864 meter över havet och antalet invånare är 437.
Terrängen runt Cabezabellosa är varierad. Runt Cabezabellosa är det mycket glesbefolkat, med 5 invånare per kvadratkilometer. Närmaste större samhälle är Plasencia, 14,0 km sydväst om Cabezabellosa. 